# Carole Kravetz
Carole Kravetz (lub Carole Kravetz-Aykanian; ur. 5 czerwca 1958) – amerykańska montażystka filmowa.

## Filmografia
Filmy fabularne
- The Maiden Heist (2009)
- W pogoni za zbrodniarzem (The Hunting Party, 2007)
- Kumple na zabój (The Matador, 2005)
- Wyścig z czasem (Out of Time, 2003)
- Bez przedawnienia (High Crimes, 2002)
- Ghost World (2001)
- Jedyna prawdziwa rzecz (One True Thing, 1998)
- Zniknięcie Garcia Lorca (The Disappearance of Garcia Lorca, 1996)
- W bagnie Los Angeles (Devil in a Blue Dress, 1995)
- Siódma moneta (The Seventh Coin, 1993)
- Napad (Love, Cheat & Steal, 1993)
- Laurel Avenue (1993)
- Jeden fałszywy ruch (One False Move, 1992)
- Rysopis mordercy (Sketch Artist, 1992)
- Grudzień (December, 1991)
- Out of the Rain (1991)
- Curfew (1989)
- Taniec przeklętych (Dance of the Damned, 1988)

Seriale telewizyjne
- Washingtonienne (2009)
- How to Make It in America (2009)
- The Riches (2007)
- Trzy na jednego (Big Love, 2006)
- Carnivale (2003)

Carole Kravetz pracowała także na planie filmu Trujący bluszcz (Poison Ivy, 1992), w postaci zastępczyni reżysera.

## Nagrody
W 1985 roku podczas American Cinema Editors, USA była nominowana do nagrody Eddie w kategorii studenckiej.